# ترکیب (شطرنج)
ترکیب در شطرنج به مجموعه‌ای از حرکات گفته می‌شود که شطرنج‌باز در آن با همکاری چند مهره در یک واریاسیون یا شاخه تحمیلی و با دادن قربانی به برتری دست می‌یابد.
پیش از آغاز یک ترکیب باید تمام پاسخ‌های احتمالی حریف به حرکاتی که برای انجام ترکیب بازی می‌شود، بررسی شود.

## هدف‌های ترکیب
مات کردن، برتری یافتن از نظر مهره‌ها یا پوزیسیون، گسیختن آرایش پیاده‌ای حریف، تصرف خانه‌ها یا خطوط مهم، نجات بازی از طریق کیش دائم یا پات و تعویض یا نابودی مهره‌های فعال دشمن از اهداف ترکیب هستند.

## انگیزه‌های ترکیب
ترکیب در هر پوزیسیونی ممکن نیست و معمولاً بر اثر شرایط ویژه یک پوزیسیون ممکن می‌شود. این وضعیت که انگیزه ترکیب نامیده می‌شود ممکن است بر اثر شرایط مختلفی مانند استقرار مهره‌های حریف در یک ستون یا ردیف یا قطر، محدودیت سوارهای حریف مانند آچمزی یا قرار گرفتن در حاشیه صفحه، محدودیت شاه خودی، حضور رخ خودی در عرض‌های ۷ و ۸ (یا ۱ و ۲ برای سیاه) حاصل شود. 

## منبع
- مایزلیس، ایلیا لویچ (۱۳۷۸)، «ترکیب»، تئوری بنیادی شطرنج، ترجمهٔ رضا رضایی، تهران: ساغر و فرزین، ص. ۲۰۰-۲۲۵، شابک ۵-۱۹-۰۰۰۶۹۶-۴